# B.o.B
Bobby Ray Simmons, Jr., född 15 november 1988, mest känd under sitt artistnamn B.o.B., är en amerikansk rappare, sångare, låtskrivare, multiinstrumentalist och producent från Atlanta, Georgia. Han har haft flera låtar på den amerikanska Billboard-listan. I maj 2010 gick singeln Nothin' On You direkt upp på förstaplatsen. 2012 släppte han sitt andra studioalbum Strange Clouds.

## Diskografi

### Studioalbum
- 2010 - B.o.B Presents: The Adventures of Bobby Ray
- 2012 - Strange Clouds
- 2013 - Underground Luxury

### Singlar
- 2008 - I'll Be In The Sky
- 2009 - Nothin' On You (Feat. Bruno Mars)
- 2010 - Magic (Feat. Rivers Cuomo)
- 2010 - Airplanes (Feat. Hayley Williams från Paramore)
- 2011 - Strange Clouds (Feat. Lil Wayne)
- 2011 - Play The Guitar (Feat. André 3000)
- 2012 - So Good

### Som gästartist
- 2010 - The Other Side (Bruno Mars feat. Cee Lo Green & B.o.B)
- 2011 - Price Tag (Jessie J feat. B.o.B)
- 2011 - The One That Got Away (Katy Perry feat. B.o.B)
- 2011 - Good Life (One Republic feat. B.o.B)